# NXT TakeOver: WarGames (2018)
NXT TakeOver: War Games (2018) – gala wrestlingu wyprodukowana przez federację WWE dla zawodników z brandów NXT. Odbyła się 17 listopada 2018 w Staples Center w Los Angeles w stanie Kalifornia. Emisja była przeprowadzana na żywo za pośrednictwem WWE Network oraz w systemie pay-per-view. Była to dwudziesta druga gala w chronologii cyklu NXT TakeOver i piąta w 2018 roku.
Na gali odbyło się osiem walk, w tym trzy były nagrywane dla oddzielnego odcinka NXT. W walce wieczoru, Pete Dunne, Ricochet i War Raiders pokonali The Undisputed Era w War Games matchu. W przedostatniej walce, Tommaso Ciampa obronił NXT Championship w walce z Velveteenem Dreamem.

## Produkcja
NXT TakeOver: WarGames oferowało walki profesjonalnego wrestlingu z udziałem wrestlerów z brandu NXT. Oskryptowane rywalizacje (storyline’y) kreowane były podczas cotygodniowych gal NXT. Wrestlerzy są przedstawieni jako heele (negatywni, źli zawodnicy i najczęściej wrogowie publiki) i face’owie (pozytywni, dobrzy i najczęściej ulubieńcy publiki), którzy rywalizują pomiędzy sobą w seriach walk mających budować napięcie. Kulminacją rywalizacji jest walka wrestlerska lub ich seria. NXT TakeOver: WarGames było piątą galą cyklu TakeOver wyprodukowaną w 2018.

### Rywalizacje
25 lipca Aleister Black stracił NXT Championship na rzecz Tommaso Ciampy, po ingerencji Johnne'go Gargano. 8 sierpnia wszyscy trzej wdali się w bójkę. Na NXT TakeOver: Brooklyn 4 Ciampa miał bronić NXT Championship w triple threat pomiędzy nimi. Decyzję zmieniono na last man standing match pomiędzy nim a Gargano, po tym jak Johnny zaatakował Blacka przed meczem. Ciampa obronił z sukcesem tytuł. Po imprezie ogłoszono mecz pomiędzy Blackiem a Gargano na TakeOver WarGames.
31 października Adam Cole i Bobby Fish z The Undisputed Era mieli zmierzyć się z War Raiders (Hanson i Rowe) w głównym wydarzeniu, jednak doszło pomiędzy nimi do bójki za kulisami spowodowanej ze strony War Raiders. Wszystko skończyło się na ringu, gdzie Ricochet wstawił się za Hansonem i Rowe, a Pete Dunne również dołączył, aby wyrównać szansę. Następnie William Regal ogłosił, że drużyny spotkają się na TakeOver w WarGames matchu.
Na Evolution Shayna Baszler z pomocą Jessamyn Duke i Marina Shafir pokonała Kairi Sane, aby zostać pierwszą w historii dwukrotną NXT Women's Champion. Na jednym z odcinków NXT Sane odwołała się do swojej kaluzji rewanżu na TakeOver. Następnie ustalono, że będzie to Two-out-of-three falls match.

## Wyniki
| Nr                                                                                    | Wyniki | Stypulacje                                              | Czas  |
| ------------------------------------------------------------------------------------- | --- | ------------------------------------------------------- | ----- |
| 1N                                                                                    | Keith Lee pokonał Fidela Bravo | Singles match                                           | –     |
| 2N                                                                                    | Lars Sullivan pokonał Keitę Murray | Singles match                                           | 1:30  |
| 3N                                                                                    | Nikki Cross pokonała Candice LeRae | Singles match                                           | 12:30 |
| 4                                                                                     | Matt Riddle pokonał Kassiusa Ohno | Singles match                                           | 0:06  |
| 5                                                                                     | Shayna Baszler (c) pokonała Kairi Sane z wynikiem 2–1                                                                                                  | Two-out-of-three falls match o NXT Women’s Championship | 10:55 |
| 6                                                                                     | Aleister Black pokonał Johnny’ego Gargano | Singles match                                           | 18:10 |
| 7                                                                                     | Tommaso Ciampa (c) pokonał Velveteena Dreama | Singles match o NXT Championship                        | 22:25 |
| 8                                                                                     | Pete Dunne, Ricochet i War Raiders (Hanson i Rowe) pokonali The Undisputed Era (Adam Cole’a, Bobby’ego Fisha, Kyle’a O’Reilly’ego i Rodericka Stronga) | WarGames match                                          | 47:10 |
| (c) – mistrz/mistrzyni przed walkąN – walka była nagrywana do oddzielnego odcinka NXT | |                                                         |       |